# فرودگاه صحرایی کیتی
فرودگاه صحرایی کیتی  (به انگلیسی: Kitee Airfield) (به زبان بومی: Kiteen lentokenttä) یک فرودگاه همگانی با کد یاتا KTQ است که یک باند فرود آسفالت دارد و طول باند آن ۱۵۰۰ متر است. این فرودگاه در شهر کیتی، فنلاند کشور فنلاند قرار دارد و در ارتفاع ۱۱۱ متری از سطح دریا واقع شده است.